# Ozun (gmina)
Ozun – gmina w Rumunii, w okręgu Covasna. Obejmuje miejscowości Bicfalău, Lisnău, Lisnău-Vale, Lunca Ozunului, Măgheruș, Ozun i Sântionlunca. W 2011 roku liczyła 4430 mieszkańców.